# Celtibers
Els celtibers eren un dels grups de pobles celtes que habitaven la península Ibèrica. Les fonts clàssiques gregues i romanes ens transmeten dues interpretacions del nom amb què són identificats. Per una banda, Posidoni, Diodor de Sicília i Marc Valeri Marcial incideixen que els celtibers són una mescla de celtes i d'ibers, mentre que Apià i Estrabó indiquen que són celtes que viuen entre ibers. La historiografia actual reconeix unànimement la predominança del component cèltic, la llengua per exemple, tot i reconèixer les influències culturals ibèriques, l'escriptura per exemple.
La variant "celtíbers", que se sent a voltes, és errònia (igual que la variant "íbers" per a referir-se als ibers).

## Territori

Possible extensió de la Celtibèria.
arevacs
pelèndons
bel·les
tits
lobetans
lusons

El territori en què habitaven els celtibers s'anomena Celtibèria i comprèn bàsicament la vora oriental de la Meseta: capçaleres del Tajo, Jalón, Duero, Túria, Xúquer i Cabriol) i la riba dreta del curs mitjà de l'Ebre. Territori que correspon més o menys a les actuals províncies de Sòria, Guadalajara, Conca, Saragossa i Terol.

## Història
Si es jutja pel registre arqueològic, els celtes van arribar a la península Ibèrica al segle xiii aC amb la gran expansió dels pobles de la Cultura dels camps d'urnes, i van ocupar llavors la regió nord-est. Al segle vii aC, durant la Cultura de Hallstatt s'expandeixen per àmplies zones de l'altiplà i Portugal, i alguns grups van arribar a Galícia. No obstant això, després de la fundació grega de Massàlia (actual Marsella), els ibers tornen a ocupar la vall mitjana del riu Ebre i el nord-est peninsular als celtes, cosa que va donar peu a nous establiments grecs (Empúries). Els celtes de la península van quedar així desconnectats dels seus parents continentals, de manera que ni la cultura cèltica de La Tène ni el fenomen religiós del druidisme els arribarien mai.
La cultura celta a la península Ibèrica arribarà al seu final amb la conquesta romana, a la qual moltes tribus cèltiques es van oposar. Durant la conquesta d'Hispània foren derrotats per la República de Roma el 133 aC després del Setge de Numància.

## Llengua i escriptura
La llengua dels celtibers està documentada per escrit fonamentalment en escriptura celtibèrica, però també en llatí. Els textos en llengua celtibèrica es poden llegir sense dificultats i tot i que aquesta llengua pertany al grup de llengües cèltiques de la família indoeuropea, la interpretació dels textos en aquesta llengua és encara controvertida.
La llengua dels celtibers existeix avui només en inscripcions antigues. L'idioma va ser portat a la Península per migrants celtes de la Gàl·lia i es va parlar en les parts centrals i del nord. És possible que el celtibèric no fos l'única llengua celta d'Ibèria, ja que hi ha evidències de noms de llocs al nord de Catalunya on s'hi parlava gal. Per això, i pel fet que potser s'hagin parlat altres idiomes indoeuropeus antics a Ibèria, és difícil delimitar amb exactitud la zona celtibera.
A l'oest de la zona celtibèrica, el lusità es parlava al territori que ara és Portugal. És possible que el lusità fos un dialecte celtibèric, o una llengua celta diferent. Altres creuen que les poques restes de l'idioma suggereixen que el lusità era una llengua indoeuropea diferent.
El celtibèric es parlava a partir del segle iv aC quan Heròdot va esmentar que els keltoi vivien a l'altre costat de les Columnes d'Hèrcules, i els celtibers s'esmentaven en documents romans i grecs a partir del segle iii aC. Els celtibers per fi van ser dominats pels romans després del 49 aC, i per descomptat el seu idioma va cedir ràpidament al llatí. No obstant això, sobreviuria fins als començaments de l'era cristiana.
L'eusquera és l'únic idioma preromà d'Ibèria que ha sobreviscut. Com a curiositat, l'actual Comunitat Autònoma Basca, arqueològicament, era una zona celtibera, mentre que Navarra seria la zona euskèrica. Hi ha unes paraules celtes en el basc, prestades del celtibèric. Algunes paraules celtiberes també van ser adoptades pel llatí, i encara sobreviuen en el castellà i català moderns, per exemple, la celtibera camanom va passar (irlandès céimm, gal·lès cam, "pas"), prestada com camminum, i va donar "camí" en català i "'chemin'" en francès.

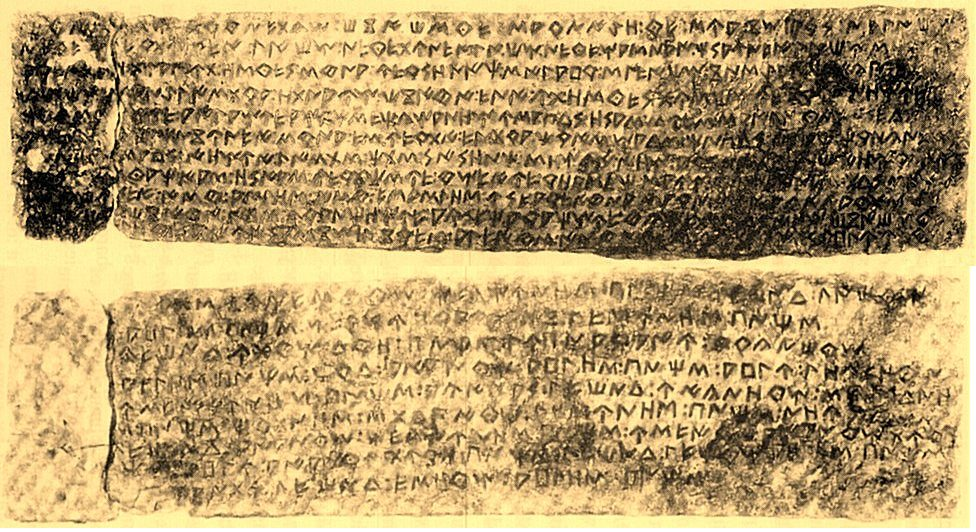
Estil d'escriptura celtibèrica.

El celtibèric va pertànyer a una branca paral·lela de la família cèltica. Mostra trets molt antics, i com el goidèlic, havia preservat la kw original. Això, juntament amb les llegendes celtes que ens parlen de contactes antics entre Irlanda i els celtibers ha portat a afirmar que el goidèlic es va dur a Irlanda des d'Ibèria. Per cert, hi havia contactes entre els celtes d'Ibèria i els d'Irlanda, però l'evidència existent suporta millor la interpretació que el celtibèric i el goidèlic són dues branques semblants però diferents del celta, que s'havien separat molt aviat com dues llengües celtes i no van tenir una relació molt estreta entre si. El celtibèric no va tenir alguns trets molt distintius del goidèlic, per exemple, la posició inicial del verb ni les preposicions conjugades. Els lingüistes consideren que dos idiomes tenen una afinitat estreta si mostren innovacions comunes. Això exactament no va ser el cas del celtibèric i del goidèlic.
El celtibèric es va escriure en un alfabet que també es va usar per escriure els altres idiomes preromans de la península. L'alfabet s'utilitzava en primer lloc per escriure l'idioma dels ibers, que no el coneixem bé. L'alfabet no combina bé amb la fonologia d'una llengua indoeuropea, i això fa encara més difícil la interpretació de les inscripcions celtiberes. Hi ha un gran nombre d'inscripcions celtiberes, la majoria d'elles paraules o noms simples escrits en ceràmica. També hi ha dues curtes inscripcions, més probablement dedicacions, de Peñalba de Villastar i de Luzaga. La inscripció més important, sens dubte, és la inscripció llarga de Botorrita, a prop de Saragossa.
L'extinció del celtibèric no va posar fi a la història de les llengües celtes a la península Ibèrica. En els segles v i vi, després de la caiguda de l'Imperi Romà, alguns parlants del celta britànic van fugir des del sud de la Gran Bretanya per escapar dels invasors anglosaxons. La majoria d'aquests es van instal·lar a l'Armòrica de la Gàl·lia (a la Bretanya moderna), i alguns van arribar a Galícia, on el seu idioma va sobreviure i es va transformar de diverses maneres durant diverses generacions.

## Estructura política
L'estructura política nuclear dels celtibers eren els oppida o ciutats fortificades que tenien control sobre els nuclis habitats de la seva àrea d'influència: Numància, Segobriga, Contrebia, Bilbilis, etc. En els oppida hi residia el consell d'ancians o de nobles, que les fonts clàssiques identifiquen com a senat. Per sobre dels oppida hi havia els col·lectius que les fonts clàssiques identifiquen com a populi, tot i que les notícies no sempre coincideixen, els populi celtibèrics serien els arevacs, els lusons, els tits, els bel·les i els pelèndons (també s'hi inclouen sovint els lobetans). En cas de necessitat, com en el seu enfrontament contra els romans, els populi celtibèrics es confederaven sota el comandament únic d'un cap militar.

## Societat
Vestien una espècie de túnica monocroma de lli i a sobre el vestit el sagum o capa negra sense mànigues oberta per davant i subjecta al pit amb una fíbula. Usaven també una mena de pantalons estrets. En el calçat s'introdueix la sandàlia ibèrica i en tota la zona s'usa una espècie de polaines de llana. El cabell es portava llarg i el cap descobert. De vegades es lligaven el cabell amb una cinta. El bestiar proveïa de matèria primera per als teixits com el sagum. Les dones teixien el lli i se celebraven certàmens per elegir la millor teixidora. Es creu que els celtibers usaven en els combats els senyals de trompetes i banderes i també usaven els senyals amb focs. Els seus cavalls anaven ferrats i amb sella.

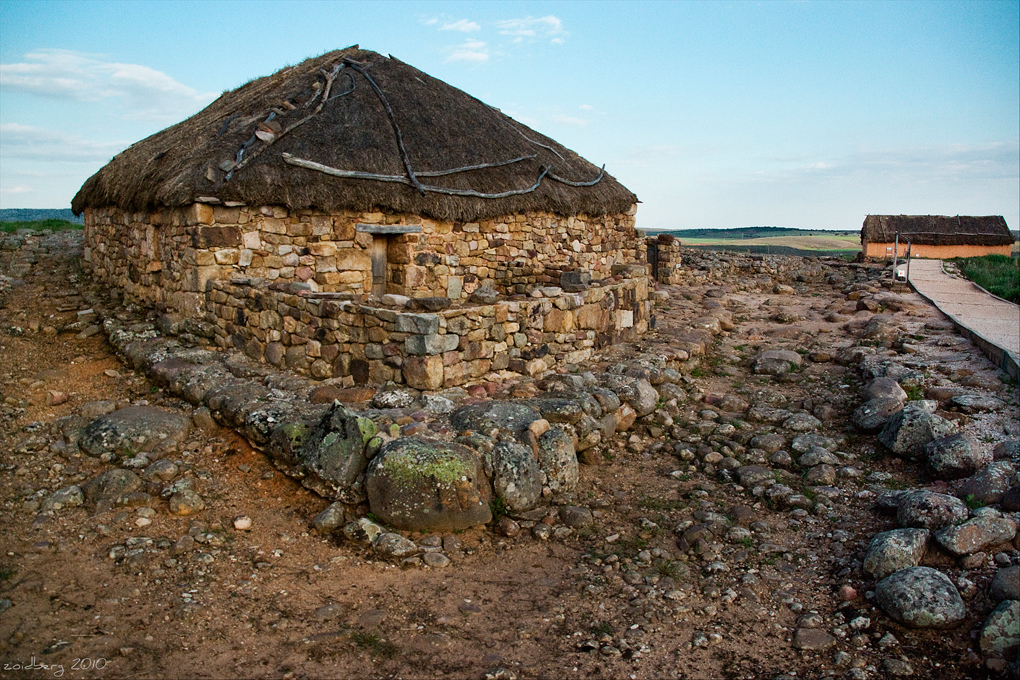
Reproducció d'una casa celtíbera a Numància.

L'espasa era l'arma principal dels celtibers, que també usaven el punyal. Entre els celtibers considerava una sort morir en combat i una gran desgràcia morir de malaltia. Les espases s'havien escurçat (sota influència de la Cultura de La Tène) i eren agudes i de dos talls. Les espases que s'han trobat han perdut les antenes típiques, que han derivat en dos botons. Es troben altres armes (llances, punyals...) i objectes d'adorn (fíbules, agulles, sivelles de cinturó...).
Les cases celtiberes eren de tres cambres baixes de sostre: el celler, al qual s'accedia des del carrer i en el qual les dones filaven, contenia els recipients d'ús diari i sovint una sitja a terra de rebost algunes sitges eren fondes i es baixava per una escala; la cuina, a la part central; i el dormitori, a la part posterior. L'edifici es construïa de pedra i tova i les parets interiors de maó o de fang. A les cases s'ubicava un aixovar de vasos i recipients en els quals es conservaven líquids, grans, farines i altres productes. També hi havia molins manuals i estris de ferro.
Un costum curiós dels celtibers, d'origen gal, és l'anomenada covada que consistia en el fet que el marit se n'anava a dormir quan la seva dona donava a llum.
Existia entre els celtibers el dot matrimonial, l'òscul i el Consell de Família. Algunes d'aquestes institucions han deixat rastre en el dret civil aragonès.

### Els aristòcrates guerrers

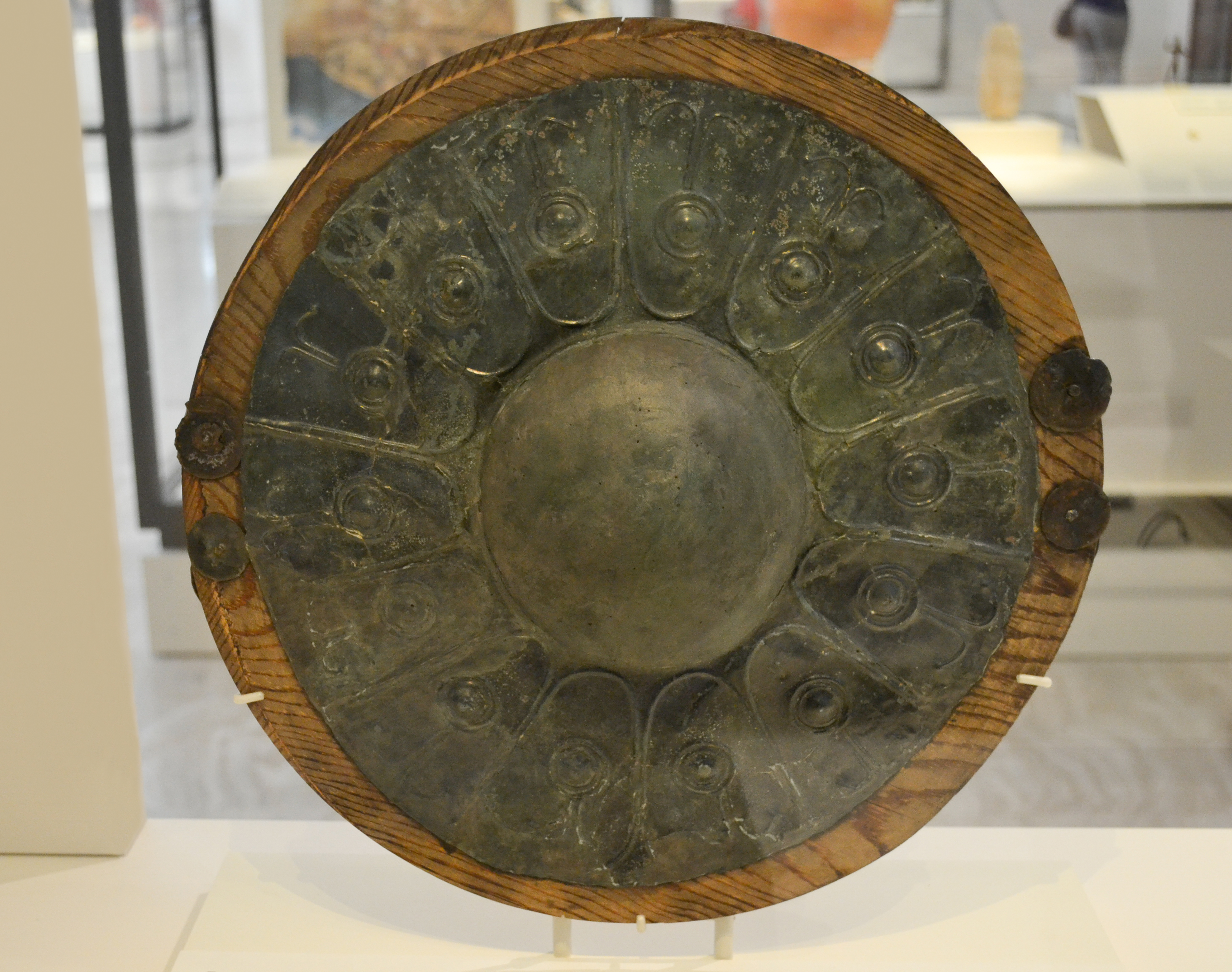

Des de finals del V o inicis del segle iv aC, els cementiris de l'altiplà oriental, presenten rics aixovars militars, amb presència d'espases i gran acumulació d'objectes sumptuaris de bronze, cascos, discos-cuirassa, umbos, de vegades repujats. Les necròpolis, amb l'ordenació característica en carrers paral·lels, amb aixovars que manifesten una societat altament jerarquitzada i que es vincularia amb grups aristocràtics.
L'altiplà oriental es revela en aquesta fase en un important focus de desenvolupament, en els aixovars funeraris, incorporant en la seva òrbita d'influència a zones del sud de la província de Sòria, trobant-se fíbules, fermalls, pectorals, armes i arreus de cavall, el que ens demostra que un reduït nombre de persones posseïen cavalls, que van haver de ser utilitzats en petites ràtzies contra els pobles veïns, encara que va haver de prevaler en les armes el seu valor simbòlic com a objectes de prestigi.

### La societat guerrera
Des de finals del segle V a. C. i durant els dos segles següents, el focus de desenvolupament localitzat en les conques altes del Tajuña, de l'Henares i del Xaló es va desplaçant cap a l'Alt Duero, amb l'augment de la preponderància que va a jugar, des d'aquest moment, un dels populi celtibèrics, amb més vigor en el període de les lluites contra Roma, els arevacs, el predomini se situaria en aquesta fase. A aquesta ètnia, segons Alberto J. Lorrio, es vinculen els enterraments del marge dret de l'alt Duero, on les tombes amb panòplia militar es multipliquen i que permeten testificar una societat amb una classe militar majoritària.
Mentre a la zona nuclear de la Celtibèria, les tombes amb panòplia militar disminueixen fins a gairebé desaparèixer, el que no indica una desaparició de la societat guerrera, quan s'estaven desenvolupant les Guerres celtíberes, sinó una evolució cap a una organització social urbana, amb una dissolució dels vincles socials basats en el parentiu.
A partir dels segles II-I aC, el criteri polític i jurídic superior dels celtibers era la ciutat de procedència, entesa com a centre d'un espai o territori, amb població rural, articulada al voltant d'aquesta. Aquesta societat evolucionada és la que van trobar els romans a l'inici de la conquesta de l'interior d'Hispània.

## Religió

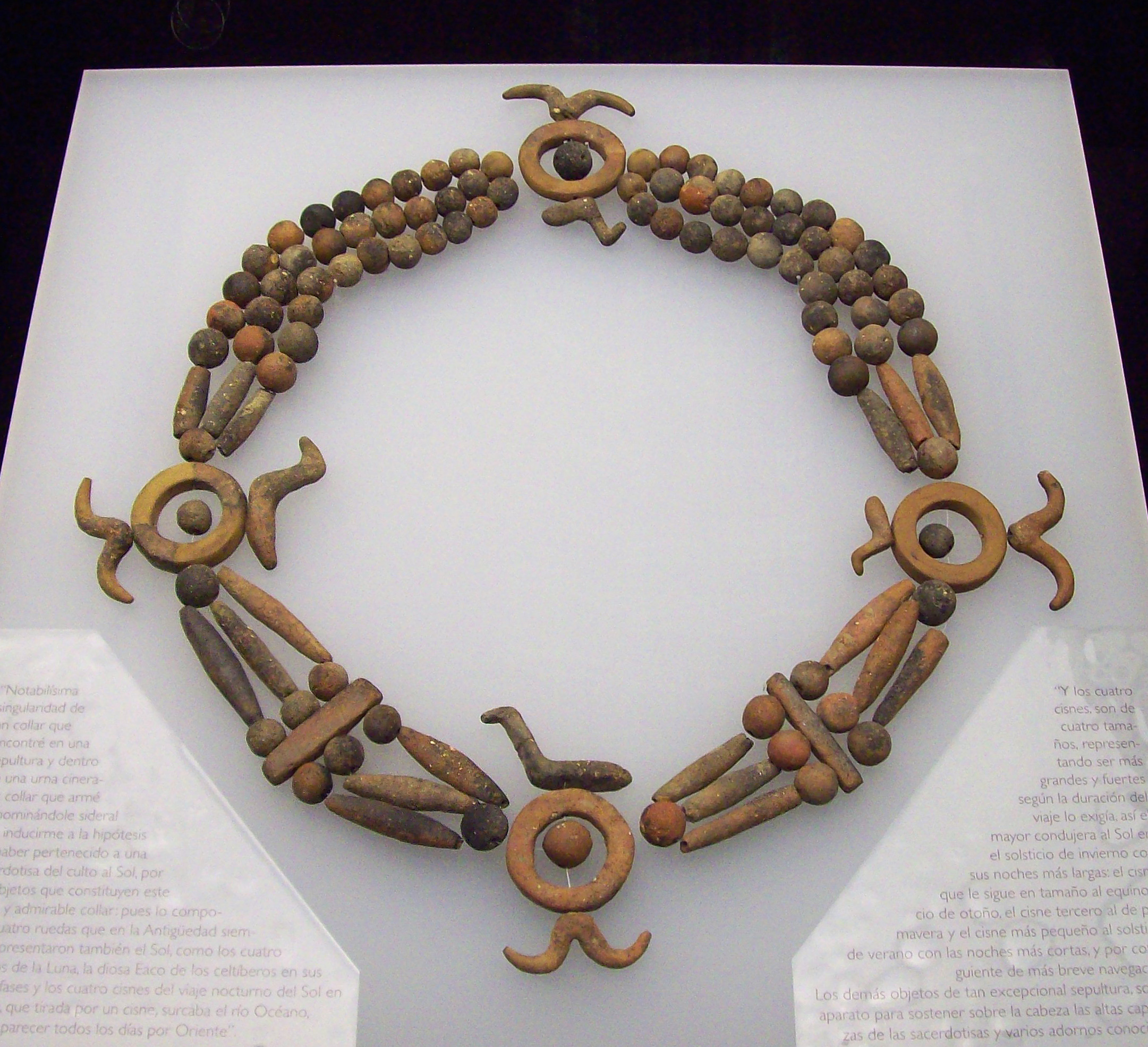
L'anomenat Collar de la Sacerdotessa del Sol, obra de simbolisme religiós celtiber

El druïdisme no va penetrar entre els grups indoeuropeus de la Península i els celtibers adoraven diverses divinitats: Epona, Matrona, Logoves i potser la deessa britànica Brigantia; també a Endovèlic, Atecina (després Prosèrpina), Bardua, Bormànic, Derceti (déu de les muntanyes) i els turolics (probablement genis de les muntanyes); també adoraven les muntanyes, els boscos i els rius. En cada pleniluni se celebraven als llogarets danses rituals nocturnes i s'adorava la Lluna. Sembla acreditada l'existència de sacerdots i endevins (mags o auguris) i les pràctiques de sacrificis humans. Aparentment la religió celtibèrica guarda relació amb la practicada pels primitius gals.
Coneixem molt poc de la religió d'aquests pobles. Podem dividir el panteó indígena en tres categories de divinitats, les quals no són excloents:
- Divinitats de caràcter astral. Formen el substrat de les religions indoeuropees.
- Grans déus celtes. Iguals que en altres zones de la península i fora d'ella, com a la Gàl·lia i a Britànnia.
- Divinitats menors. Amb un culte probablement local, el caràcter sembla indicar un substrat o origen de tipus animista o totèmic i que apareixen vinculades, bé a accidents naturals (muntanyes, boscos, etc.) O de tipus territorial (castros, llogarets, ciutats, etc.).

D'entre els cultes astrals, els del Sol i la Lluna van haver de ser els més importants entre aquests pobles.
Entre els grans déus celtes, el més important sembla haver estat Lug, que amb la romanització va ser assimilat a Mercuri. Altres divinitats importants eren les matres, deesses de la fecunditat, la terra nutrícia i les aigües, el culte estava estès entre els celtes i els germànics.
Els déus amb culte exclusivament local van ser molt abundants. Tots aquests cultes locals que van poder estar vinculats a una determinada comunitat gentil o a una localitat, són els més abundantment representats.
Es desconeix, actualment, l'existència de temples dins de les ciutats o poblats indígenes. Per norma general sembla que els santuaris estaven a fora de les poblacions, com els recintes naturals amb graderies excavades a la roca, localitzats sota l'acròpoli de Tiermes, amb un conjunt de pedres de sacrificis amb vasets i canals.
És possible que els cabdills militars realitzessin cerimònies religioses en presència del seu exèrcit i que els caps o els caps de llinatge realitzessin, en l'àmbit de la ciutat o la família, determinats cultes.